# Yusif Eyvazov
Yusif Eyvázov (en azerí: Yusif Eyvazov; Argelia, 2 de mayo de 1977) es cantante de ópera de Azerbaiyán, Artista del pueblo de la República de Azerbaiyán.

## Biografía
Yusif Eyvázov nació el 2 de mayo de 1977 en Argelia en una familia de profesores de Azerbaiyán. En 1996, ingresó en la Academia de Música de Bakú. En 1998, se mudó a Italia para continuar sus estudios en Milan. También comenzó su carrera en esta ciudad. Interpretó en los famosos teatros de ópera del mundo: Metropolitan Opera House, Teatro de la Scala, Ópera Estatal de Viena, Teatro Bolshói, Ópera de París, Staatsoper Unter den Linden, Teatro Mariinski, etc. Realizó giras por ciudades de España, Francia, Austria, Eslovenia, Alemania, Japón, Corea del Sur. Yusif Eyvázov recibió el título “Artista de Honor de Azerbaiyán” en 2017, “Artista del pueblo de la República de Azerbaiyán” en 2018.

## Premios y títulos
- Artista de Honor de Azerbaiyán (2017)
- Artista del pueblo de la República de Azerbaiyán (2018)